# العلاقات التشيكية المالديفية
العلاقات التشيكية المالديفية هي العلاقات الثنائية التي تجمع بين التشيك والمالديف.

## مقارنة بين البلدين
هذه مقارنة عامة ومرجعية للدولتين:
| وجه المقارنة                                              | التشيك                                                                            | [[تصنيف:صفحات تستخدم رمز علم غير موجود\|]] المالديف |
| --------------------------------------------------------- | --------------------------------------------------------------------------------- | --------------------------------------------------- |
| المساحة (كم2)                                             | 78.87 ألف                                                                         | 298                                                 |
| عدد السكان (نسمة)                                         | 10.52 مليون                                                                       | 436.33 ألف                                          |
| الكثافة السكانية (ن./كم²)                                 | 133.38                                                                            | 146.42 ألف                                          |
| العاصمة                                                   | براغ                                                                              | ماليه                                               |
| اللغة الرسمية                                             | اللغة التشيكية                                                                    | اللغة الديفهي                                       |
| العملة                                                    | كرونة تشيكية، كرونة تشيكوسلوفاكية                                                 | روفيه مالديفية                                      |
| الناتج المحلي الإجمالي (بليون دولار)                      | 215.73 مليار                                                                      | 4.60 مليار                                          |
| الناتج المحلي الإجمالي (تعادل القوة الشرائية) بليون دولار | 356.15 مليار                                                                      | 5.23 مليار                                          |
| الناتج المحلي الإجمالي الاسمي للفرد دولار أمريكي          | 17.55 ألف                                                                         | 8.39 ألف                                            |
| الناتج المحلي الإجمالي للفرد دولار أمريكي                 | 31.19 ألف                                                                         | 12.53 ألف                                           |
| مؤشر التنمية البشرية                                      | 0.878                                                                             | 0.706                                               |
| رمز المكالمات الدولي                                      | +420                                                                              | +960                                                |
| رمز الإنترنت                                              | .cz                                                                               | .mv                                                 |
| المنطقة الزمنية                                           | ت ع م+01:00، ت ع م+02:00، توقيت وسط أوروبا، توقيت وسط أوروبا الصيفي، أوروبا/براغ ‏ | ت ع م+05:00                                         |

## منظمات دولية مشتركة
يشترك البلدان في عضوية مجموعة من المنظمات الدولية، منها:
| علم المنظمة | اسم المنظمة                        | تاريخ انضمام التشيك | تاريخ انضمام المالديف |
| ----------- | ---------------------------------- | ------------------- | --------------------- |
|             | مؤسسة التنمية الدولية              | 1993                | 13 يناير 1978         |
|             | منظمة التجارة العالمية             | ?                   | ?                     |
|             | مؤسسة التمويل الدولية              | 1993                | 2 فبراير 1983         |
|             | منظمة حظر الأسلحة الكيميائية       | ?                   | ?                     |
|             | الأمم المتحدة                      | 19 يناير 1993       | 21 سبتمبر 1965        |
|             | الاتحاد الدولي للاتصالات           | 1993                | 28 فبراير 1967        |
|             | منظمة الشرطة الجنائية الدولية      | ?                   | ?                     |
|             | البنك الدولي للإنشاء والتعمير      | 1993                | 13 يناير 1978         |
|             | الاتحاد البريدي العالمي            | ?                   | ?                     |
|             | وكالة ضمان الاستثمار متعدد الأطراف | 1993                | 19 مايو 2005          |
|             | يونسكو                             | 22 فبراير 1993      | 18 يوليو 1980         |

## وصلات خارجية
- موقع وزارة الخارجية التشيكية
- موقع وزارة الخارجية المالديفية